# بعثة تشوشو الأولى
بعثة تشوشو الأولى (باليابانية: 第一次長州征討) كانت حملة عسكرية عقابية قادتها شوغونية توكوغاوا ضد مقاطعة تشوشو ردًا على هجوم تشوشو على القصر الإمبراطوري في حادثة كينمون.

## الخلفية
أُرسلت بعثة تشوشو الأولى في 1 سبتمبر 1864.
أدى الصراع في النهاية إلى حل وسط توسطت فيه مقاطعة ساتسوما في نهاية العام 1864. ومع أن ساتسوما قفزت في البداية على فرصة إضعاف عدوتها التقليدية تشوشو، إلا أنها سرعان ما أدركت أن نية شوغونية توكوغاوا كانت تحييد تشوشو أولًا ومن ثم تحييدها. لهذا السبب، اقترح سايغو تاكاموري، الذي كان أحد قادة قوات الشوغون، تجنب القتال والقبض على القادة المسؤولين عن التمرد بدلًا من ذلك. لقد كانت تشوشو مرتاحةً لقبوله، وكذلك قوات الشوغون، التي لم تكن مهتمة كثيرًا بالمعركة. وهكذا أنهيت بعثة تشوشو الأولى دون قتال، باعتبارها انتصارًا رمزيًا لشوغونية توكوغاوا.